# Massacre de Badajoz
Le massacre de Badajoz se produisit dans les jours suivant la bataille de Badajoz (14 août 1936), durant la guerre civile espagnole, dans le cadre de la féroce répression de l'armée nationaliste contre les civils et les militaires défenseurs de la Seconde République espagnole.

## Déroulement du massacre
Le massacre débute dès l'entrée en ville des forces nationalistes le 14 août au matin. En se dirigeant vers le centre ville, les légionnaires et les regulares tuent les miliciens républicains qui déposent les armes jusque sur les marches de l'autel de la cathédrale.
Dans l'après midi et la soirée du 14, huit cents prisonniers sont regroupés dans les arènes où les nationalistes installent des mitrailleuses. Ils sont exécutés par groupe de vingt. Dans la nuit 1 200 personnes sont amenées à leur tour. Elles sont exécutées au matin.
Si, contrairement aux affirmations de la presse républicaine, il n'y a pas eu de simulacre de corrida, des franquistes assistent aux massacres en insultant les victimes.
Les violences se poursuivent les jours suivants. Par exemple le 18 août, quatre cents hommes, femmes et enfants qui s'étaient enfuis au Portugal sont ramenés par des phalangistes. Près de trois cents sont exécutés.
Dans le même  temps, la ville est livrée au pillage et aux violences sexuelles de la troupe.

## Retentissement et ampleur
Le massacre de Badajoz est rapporté immédiatement par la presse internationale. En France, l'écrivain catholique François Mauriac, pourtant hostile au Frente popular, dénonce dès le 18 août ces violences dans une chronique du Figaro intitulée Badajoz.
Les nationalistes s'inquiètent rapidement de cette publicité et enferment le cameraman René Brut qui a filmé les traces du massacre.
Du fait de la victoire nationaliste, il n'y eut pas d'enquête officielle sur cette tragédie. Les estimations actuelles indiquent un nombre probable compris entre 2 000 et 4 000 victimes. Selon le recensement de 1930, Badajoz présentait 41 122 habitants, ce qui amène à estimer à 10 % la population massacrée, dans le cas d'une estimation haute.

## Responsabilités
Le massacre s'inscrit dans une campagne d'exécutions massives menées dans les premiers mois de la guerre sur ordre des principaux dirigeants du soulèvement, Francisco Franco et Emilio Mola, qui voulaient « purger consciencieusement le pays de tous les éléments rouges ».
Le commandant des troupes qui perpétrèrent le massacre de Badajoz était le général Juan Yagüe qui fut après la guerre civile nommé ministre de l'aviation par le général Franco. Cela lui valut le surnom de « Boucher de Badajoz ».
Il était accompagné d'Antonio Castejón, commandant d'infanterie, impliqué dans d'autres massacres similaires comme à Zafra et Almendralejo et par Carlos Asensio, lieutenant colonel des Forces Régulières Indigènes de Tetuán qui participa ensuite à la prise de Tolède et Talavera de la Reina.